# Bud Fisher

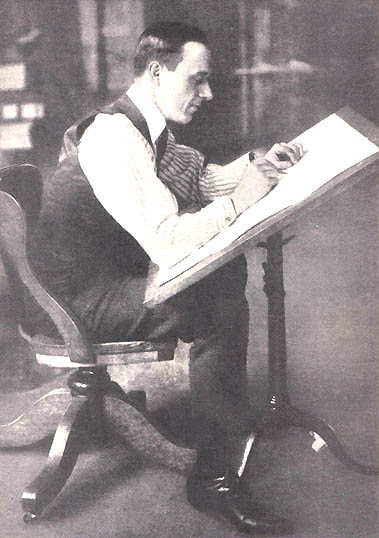
Bud Fisher (1916)

Harry Conway „Bud“ Fisher (* 3. April 1885 in Chicago, Illinois; † 7. September 1954 in New York City, New York) war ein US-amerikanischer Cartoonist, Comiczeichner und Regisseur. Bekannt wurde er durch den Comicstrip Mutt and Jeff, der zu den ersten Daily strips weltweit gehörte.

## Werdegang
Fisher brach 1905, nach drei Jahren an der Universität von Chicago, sein Studium ab und wurde Cartoonist beim San Francisco Chronicle für die Bereiche Theater, Sport und allgemeine Nachrichten. Am 15. November 1907 erschien zum ersten Mal sein Strip A. Mutt, der eine starke Ähnlichkeit mit dem wenige Jahre zuvor erschienenen Strip A. Piker Clerk von Clare Briggs aufwies. Titelheld war Mutt, der leidenschaftlich gerne auf Pferde wettete und meistens verlor. Im Gegensatz zu A. Piker Clerk handelte es sich bei A. Mutt jedoch um reelle Pferde, die am Tag des Erscheinens des jeweiligen Strips starten sollten, und der Strip erschien auf der Sportseite der Zeitung. Fisher war so erfolgreich, dass er mit seinem Strip nach nur vier Wochen von William Randolph Hearsts Examiner abgeworben wurde. 1915 wechselte Fisher zum Wheeler Syndicate, wo er für seine Strips wöchentlich 1000 US-Dollar erhielt.
Im Jahr 1921 betrug seine wöchentliche Gage 4600 Dollar, womit er der am besten verdienende Zeichner dieser Zeit war. Fisher, der nach dem Erwerb eines Rennstalls sich hauptsächlich seiner Leidenschaft Pferderennen zuwandte, ließ seine Strips von Assistenten zeichnen und signierte diese nur noch. Mit dieser Praxis hatte Fisher schon recht früh begonnen; so gehörte anfangs der damals noch weitgehend unbekannte George Herriman zu seinen Assistenten.
Fisher führte bei über 300 Verfilmungen von Mutt and Jeff, die ab 1911 gedreht wurden, Regie und war auch für die Drehbücher verantwortlich.